# 中尾則幸
中尾 則幸（なかお のりゆき、1946年（昭和21年）12月19日 - ）は、日本の政治家、実業家。北海道メディアポート代表取締役。参議院議員（1期）を務めた。

## 来歴・人物
北海道早来町（現安平町）生。北海道苫小牧東高等学校、早稲田大学第一文学部卒業後、札幌テレビ放送に入社。プロデューサーを務める。
1992年、第16回参議院議員通常選挙に北海道選挙区から立候補し、初当選。当初は日本社会党会派に所属したが、1995年北海道知事選挙で新進党・社会党が推薦する前副知事の堀達也ではなく、自民党・自由連合が推薦し、新党さきがけが支持する伊東秀子を金田誠一と共に支援したため、党より除名処分を受ける。その後は新党護憲リベラルに所属。護憲リベラルが平和・市民と憲法みどり農の連帯に分裂した際は、田英夫率いる平和・市民の結党に参加した。
平和・市民の解党後、田中秀征の尽力により、新党さきがけを経て旧民主党に入党。その後、1998年の民主党の結党に参加した。民主党結成直後の第18回参議院議員通常選挙には比例区から立候補するが落選し、選挙直後に離党。この選挙で中尾は当初、北海道選挙区からの立候補を希望していたが、92年初当選同期の現職峰崎直樹との公認調整により、比例区への転出を余儀なくされた。中尾の後見人的存在であった幹事長代理の鳩山由紀夫が当時の菅直人代表に「くれぐれも、犠牲を払った中尾君が再選できるようによろしく頼む」と上位にランクするように依頼したが、菅がこれに応じなかったため、これが選挙後の離党に繋がったと見られる。
1999年札幌市長選挙で鳩山は民主党が現職市長であった桂信雄を推薦しているにもかかわらず、中尾を支援（民主党以外でも、さきがけの田中秀征や中村敦夫、石川好が応援に駆けつけた）。2000年から、北海道メディアポート社長。
2003年も札幌市長選挙に立候補したが、この選挙には中尾や前市議会議員の山口たか、弁護士の上田文雄ら7人が立候補。得票数では上田がトップだったものの、上田を含め誰も当選に必要な法定得票25パーセント以上の票を得た候補者がおらず、再選挙が実施される。中尾は再選挙にも立候補したが、結果は上田が再度トップの得票で当選。さらに、自民党・保守新党が推薦し、公明党が支持する元北海道放送キャスターの石崎岳の後塵を拝し、中尾は3位に終わる。
2007年の北海道知事選挙では、さきがけ時代の同僚議員だった荒井聰を支援するが、現職の高橋はるみに敗れた。
2017年4月29日付の春の叙勲で、旭日中綬章を受章。